# 北票龍屬
北票龍屬是鐮刀龍超科下的一個屬。牠們的化石是在中國遼寧省近北票市發現，故以此市來命名，並在1999年3月份的《自然》（Nature）中發表。北票龍的化石發現於義縣組的尖山溝，地質年代為下白堊紀，約1億2500萬年前。牠只有一種，名為意外北票龍（B. inexpectus），種名意指北票龍的特徵令人意外。大量的北票龍化石被發現，包括有頭蓋碎片、一個下頜骨頭、三節頸椎、四節背椎、一節尾椎、肩胛骨、完整的前肢及一個連後肢的完整骨盆。在2009年，徐星等人敘述了第二個標本，包含頭骨、頸部、胸部，以及形狀獨特的長羽毛痕跡。
過往鐮刀龍超科的實質分類被受關注及討論，這是因為牠們那像原蜥腳下目的牙齒及身體結構，顯示牠們一般是草食性動物，不像一般的獸腳亞目。北票龍被認為是原始的鐮刀龍超科，有著一些特徵證明鐮刀龍超科（包括鐮刀龍科）都是屬於虛骨龍類，而非過去認為的蜥腳形亞目或鳥臀目近親。

## 敘述
北票龍約有2.2米長及臀部高0.88米，是迄今發現體型第二大的有羽毛恐龍（僅次於羽暴龙）。其重量估計約為85公斤。北票龍的喙沒有牙齒，但有頰齒。高等的鐮刀龍超科有四趾，但北票龍的內趾較小，顯示牠們可能是從三趾的鐮刀龍超科祖先演化而來的。相對其他鐮刀龍超科，北票龍的頭部較大，下頜的長度超過股骨的一半長度。

### 羽毛

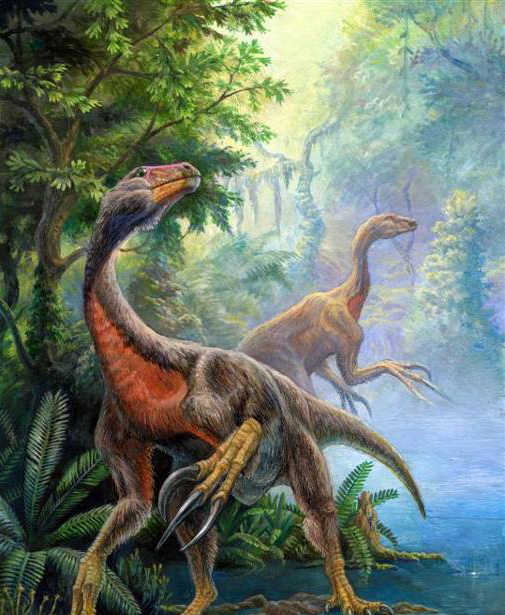
北票龍的舊版想像圖(沒有第二種羽毛)

從模式標本的皮膚痕跡，顯示北票龍的身體是由類似絨羽的羽毛所覆蓋，就像中華龍鳥，但北票龍的羽毛較長，而且垂直於手臂。徐星等人認為北票龍的絨羽，代表牠們是介於中華龍鳥與較高等鳥類（鳥翼類）的中間物種。
與其他獸腳類的羽毛不同，北票龍具有第二種形態的羽毛，羽毛較長、結構較簡單。第二種形態的羽毛，是由徐星等人在2009年研究第二個北票龍標本時發現；當徐星重新研究第一個標本時，也發現第二形態的羽毛。
第二形態羽毛被稱為EBFF（elongated broad filamentous feathers），是由單一、無分支的纖細羽毛構成。大部分有羽毛恐龍的絨羽是有一根羽幹，分叉出兩根以上的羽毛。北票龍的第二形態羽毛，長度為10到15公分，大約是頸部長度的一半。而中華龍鳥的羽毛最長只有頸部長度的15%。
北票龍的第二形態羽毛也相當寬，模式標本的第二形態羽毛的寬度為3公厘。而中華龍鳥的羽毛最寬只有0.2公厘，帝龍的羽毛寬度僅次於北票龍。原始的第一形態羽毛的橫剖面是圓形，而第二形態羽毛的橫剖面是橢圓形。在北票龍的兩個標本中，第二形態羽毛沒有彎曲、折斷的跡象，顯示這種羽毛相當堅韌。
在2009年的訪問中，徐星表示這兩種形態的羽毛都不是飛羽，他推測第一形態的羽毛具有隔絕熱量的功能，而第二形態的羽毛則具有視覺辨識作用，在相同物種之間的求偶與溝通時會產生用途。
由於目前只有獸腳亞目恐龍是有羽毛的，北票龍的發現顯示鐮刀龍超科是屬於獸腳亞目的。

## 外部連結
- Dinosauria
- Beipiaosaurus in the Dino Directory